# Leyes de Indias
Die Gesetze der Indias (spanisch Leyes de Indias) sind die umfangreichen Gesetzbücher, die von der Spanischen Krone für die amerikanischen und philippinischen Teile des spanischen Kolonialreiches veröffentlicht wurden. Sie regulierten das soziale, politische und wirtschaftliche Leben in diesen Gegenden. Die Gesetze beinhalteten eine Vielzahl von Dekreten, die innerhalb von Jahrhunderten erlassen wurden und wichtige Gesetze des 16. Jahrhunderts, die die Beziehungen zwischen den Siedlern und Ureinwohnern regeln sollten (z. B. Leyes de Burgos (Gesetze von Burgos, 1512) und die Leyes Nuevas (Neuen Gesetze von 1542)). Während der 500 Jahre der spanische Präsenz in diesen Regionen wurden die Gesetze mehrmals zusammengefasst, so z. B. 1680 Karl II. von Spanien in der Recopilación de las Leyes de los Reynos de Indias (Sammlung der Gesetze der Königreiche der Indias), die die klassische Sammlung der Gesetze wurde, auch wenn spätere Gesetze Teile davon ersetzten und andere Sammlungen veröffentlicht wurden. Die Kompilation von 1680 wurde jedoch die Vorlage für die Art, wie die Gesetze organisiert wurden.

## Geschichte
Die spanische Kolonisierung von Amerika wurde von verschiedenen Konflikten zwischen den Indigenen Völkern (Ureinwohner oder Indianer) von Amerika und den spanischen Kolonisten aufgrund der Reducciones de Indios und anderer politischen Strategien begleitet. Zur gleichen Zeit stiegen die Spannungen zwischen der spanischen Krone und den Kolonisten, da die königlichen Gesetze auch die Verbannung der „Neuen Christen“ (Estatutos de Limpieza de sangre), die sich in Amerika ansiedeln, beinhalteten.
Zwei der wichtigsten Gesetzessätze, die im 16. Jahrhundert erlassen wurden, betrafen den Kontakt mit den indigenen Völkern, ein Problem, das die spanische Krone schon kurz nach den Reisen von Christoph Columbus beunruhigte. Die Leyes de Burgos von 1512, unterzeichnet von Ferdinand II. von Aragon, betrafen den Reichtum der besiegten Ureinwohner Amerikas. Das Thema wurde nochmals überarbeitet, nachdem Bartolome de las Casas auf den Missbrauch durch die Encomenderos aufmerksam gemacht hatte. Die Leyes de Burgos wurden durch die Leyes Nuevas von 1542, die von Karl I. erlassen wurden, jedoch 1552 aufgrund des Widerstands der Kolonisten erneut überarbeitet wurden. Diesen folgten die Ordinances Concerning Discoveries 1573, die jegliche unautorisierten Operationen gegen unabhängige Ureinwohner verboten.
Um die Gründung von Presidios (Militärstädte), Missionen und Pueblos zu regulieren, entwickelte König Philipp II. die ersten Versionen der Leyes de Indias, eine umfassende Anleitung von 148 Verordnungen, die den Kolonisten bei der Suche, dem Aufbau und der Bevölkerung von Siedlungen helfen sollten. So gab es Verordnungen für den Stadtplanungsprozess, und die Leyes de Indias stellten die ersten Versuche eines Generalplanes dar. 1573 unterzeichnet, werden die Leyes de Indias als eine der ersten weitreichenden Richtlinien bezüglich eines Gesellschaftsentwurfes angesehen. Die Gesetze waren stark von Vitruvius’ Zehn Büchern der Architektur und Albertis Abhandlungen zu dem Thema beeinflusst.
Nachdem manche der nördlichen Kolonien Teil der Vereinigten Staaten geworden waren, beeinflussten die Leyes de Indias die Entstehung von Regeln, die die Entwicklungen der Vereinigten Staaten regelten, insbesondere das Land Ordinance of 1785, welches Townships und die Aufteilung von Grundstücken in den Vereinigten Staaten regelte.

## Beispiele für Städte, bei denen die Leyes angewandt wurden
- Los Angeles (1781)
- Santa Fe (New Mexico)[4]
- San Juan Bautista, Kalifornien (1797)
- Álamos, Sonora, Mexiko (1542)
- Albuquerque, New Mexico
- Tucson, Arizona
- Fernandina, Florida (1811)
- Laredo, Texas (1767)